# Préfecture de Karafuto
1907–1945
Entités précédentes :
- Empire russe

Entités suivantes :
- URSS

La préfecture de Karafuto (樺太庁, Karafuto-chō), aussi appelée Sakhaline du Sud, est une ancienne division administrative japonaise qui exista sur l'île de Sakhaline de 1905 à 1945. À la suite du traité de Portsmouth qui mettait fin à la guerre russo-japonaise (1904-05), la partie de Sakhaline située sous le 50e parallèle nord devint une colonie japonaise. En 1907, la préfecture de Karafuto fut établie avec pour première capitale Ōtomari (大泊, aujourd'hui Korsakov) en 1905 puis Toyahara (aujourd'hui Ioujno-Sakhalinsk) en 1907. En 1945, à la suite de la défaite du Japon pendant la Seconde Guerre mondiale, l'administration japonaise de Karafuto cessa d'exister et, depuis 1951, la partie sud de Sakhaline est intégrée au territoire russe.

## Histoire
Les premiers établissements japonais dans l'île datent au plus tard de l'époque d'Edo (1603-1868). 
La ville d'Ōtomari est fondée en 1679, et des cartographes du domaine de Matsumae réalisent une carte de l'île qu'ils nomment “Kita-Ezo”. 
L'explorateur et cartographe japonais Mamiya Rinzō prouve que Sakhaline est une île avec sa découverte du détroit de Mamiya (aujourd'hui appelé détroit de Tatarie) en 1809. 
Le Japon proclame unilatéralement sa souveraineté sur l'île entière en 1845, ignorant alors les revendications de l'empire russe.
En 1855, le traité de Shimoda reconnait que les deux pays (Russie et Japon) avaient chacun le droit d'occuper Sakhaline mais sans définir une ligne de démarcation précise.
Cette ambiguïté amène des tensions entre les colons russes et japonais qui commencent à s'installer sur l'île dans les années 1860 (le peuplement initial étant constitué d'Ainous, d'Evenks, de Nivkhes, d'Oroches et d'Oroks, rapidement submergés). 
Le shogunat Tokugawa tente alors d'acheter les droits russes sur l'île mais l'empire russe refuse et le nouveau gouvernement de Meiji reste incapable de négocier une partition de l'île en territoire distincts.
Au traité de Saint-Pétersbourg de 1875, le Japon accepte d'abandonner ses revendications sur Sakhaline en échange de la propriété incontestée des îles Kouriles.
L'île de Sakhaline est envahie par le Japon vers la fin de la guerre russo-japonaise en 1905 mais le traité de Portsmouth qui met fin au conflit ne l'autorise qu'à conserver la partie sud de l'île, sous le 50e parallèle nord. 
La Russie conserve la partie nord, mais les Japonais y reçoivent d'avantageux droits commerciaux comme la possibilité de pêcher et d'exploiter les ressources minières de la partie nord.
En 1907, la préfecture de Karafuto est officiellement établie, avec pour capitale Ōtomari. 
En 1908, la capitale est déplacée à Toyohara.
À la suite de l'incident de Nikolaïevsk en 1920, le Japon occupe brièvement la moitié nord de l'île, jusqu'à l'établissement de relations diplomatiques officielles avec la toute nouvelle Union soviétique en 1925. 
Cependant, selon le pacte nippo-soviétique, le Japon continue de maintenir des concessions sur le charbon et le pétrole dans la partie nord jusqu'en 1945. 
En 1920, Karafuto devient officiellement un territoire outre-mer du Japon et son administration et développement sont régies par le ministère des Affaires coloniales.
En 1942, Karafuto devient une partie intégrante du territoire japonais (内地, naichi).

### Invasion soviétique

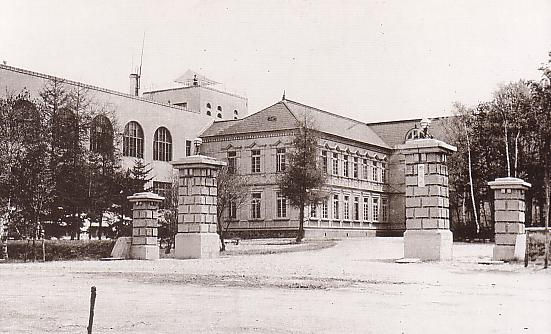
Siège de la préfecture de Karafuto.

En août 1945, après avoir répudié le pacte nippo-soviétique, l'Union soviétique envahit Karafuto. 
L'attaque commence le 11 août 1945, quelques jours avant la reddition du Japon aux Américains. Le 56e corps de fusiliers soviétique, faisant partie de la 16e armée, constitué de la 79e division de fusiliers, de la 2e et 5e brigade de fusiliers et de la 214e brigade de chars, attaqua la 88e division d'infanterie japonaise. Bien que les Soviétiques aient eu un sérieux avantage numérique (trois contre un), ils progressèrent lentement en raison d'une forte résistance de la part des Japonais. Ce n'est que lorsque la 113e brigade de fusiliers et le 365e bataillon naval indépendant de fusiliers, partis de Sovetskaïa Gavan sur le continent, débarquèrent à Tōro, un village situé sur la côte ouest de l'île, le 16 août 1945, que les Soviétiques réussirent à casser la ligne de défense japonaise. La résistance des Japonais s'affaiblissait petit à petit à la suite de ce débarquement mais les combats continuèrent quand même jusqu'au 21 août. Le 22 et 23 août, la plupart des unités japonaises acceptèrent un cessez-le-feu. Les Soviétiques terminèrent la reconquête complète de l'île le 25 août 1945 avec la prise de la capitale Toyohara.

### Évacuation japonaise de l'île

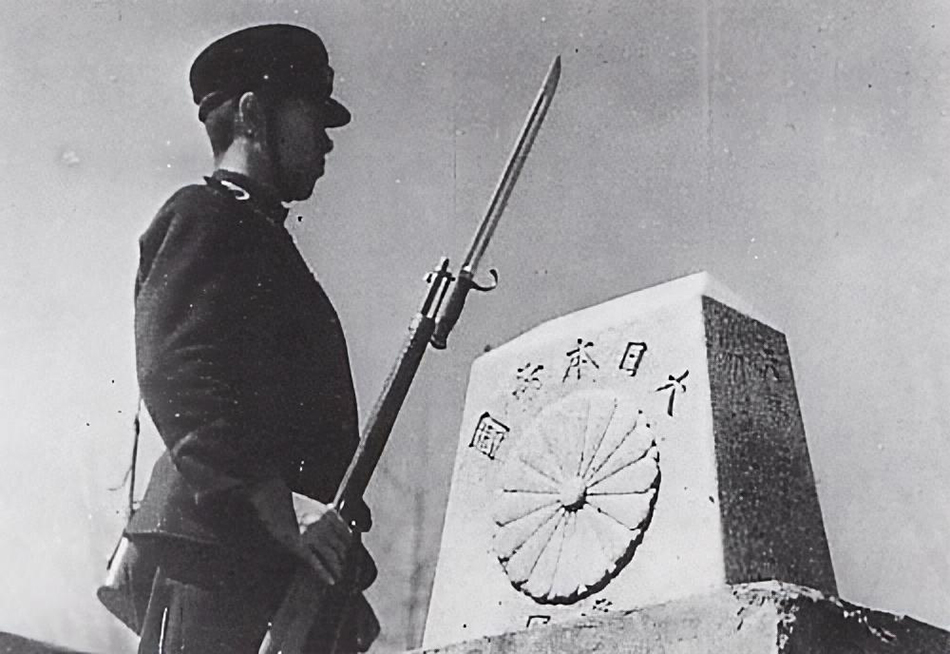
Frontière entre la préfecture de Karafuto au sud et la partie soviétique au nord.

Lors de l'offensive soviétique en août 1945, plus de 400 000 personnes vivaient sur Karafuto. La plupart étaient d'origine japonaise ou coréenne, bien qu'une petite communauté de Russes blancs s'y trouvait ainsi que quelques Aïnous. Au moment du cessez-le-feu le 22 et 23 août, 100 000 civils fuyant devant l'Armée rouge avaient déjà quitté l'île pour rejoindre Hokkaido au sud. Le gouvernement militaire établi par l'armée soviétique interdit la presse locale, confisqua les voitures et les postes de radio et imposa un couvre-feu. Les bureaucrates et fonctionnaires locaux aidèrent les autorités russes dans le processus de reconstruction avant d'être déportés dans des camps de travail forcé dans le nord de l'île ou en Sibérie sous l'accusation d'avoir, auparavant, servi l'occupation impérialiste japonaise. Dans les écoles, des cours sur le marxisme-léninisme furent introduits et les enfants furent obligés, comme partout en URSS et dans le bloc de l'Est, de chanter des chansons à la gloire de Staline.
Petit à petit, Karafuto perdait son identité japonaise. Le sud de l'oblast de Sakhaline fut incorporé en février 1946 et, en mars, toutes les villes, villages et rues furent renommés avec des noms russes. De plus en plus de colons russes arrivèrent sur l'île, avec lesquels les Japonais encore présents furent obligés de partager leurs habitations. En octobre 1946, les Soviétiques commencèrent à expulser tous les Japonais restants. En 1950, la plupart d'entre eux avaient été renvoyés, volontairement ou non, sur Hokkaido. Ils durent laisser tous leurs biens derrière eux, même l'argent, russe ou japonais, et arrivèrent au Japon ruinés et sans-abri. Aujourd'hui, certains d'entre eux gardent vivante la mémoire de l'île où ils habitaient avec la Karafuto Renmei, une association regroupant les anciens résidents de Karafuto.
Aucun traité de paix ne fut signé entre le Japon et la Russie, et le statut des îles Kouriles voisines reste disputé. Le Japon renonça à sa souveraineté sur le sud de Sakhaline lors du traité de San Francisco de 1952 mais n'a jamais officiellement reconnu la souveraineté russe sur les îles Kouriles les plus méridionales. Cependant, contrairement aux îles Kouriles, Sakhaline n'est pas disputée entre les deux pays, car le Japon a renoncé à ses revendications territoriales.

### Statut actuel
En 1945, avec la défaite du Japon dans la Seconde Guerre mondiale, l'administration japonaise de Karafuto cessa d'exister et, en 1951, au traité de San Francisco, le Japon renonça à ses droits sur Sakhaline. Depuis cette époque, la partie sud de l'île fait partie de l'oblast de Sakhaline, en Russie.

## Économie

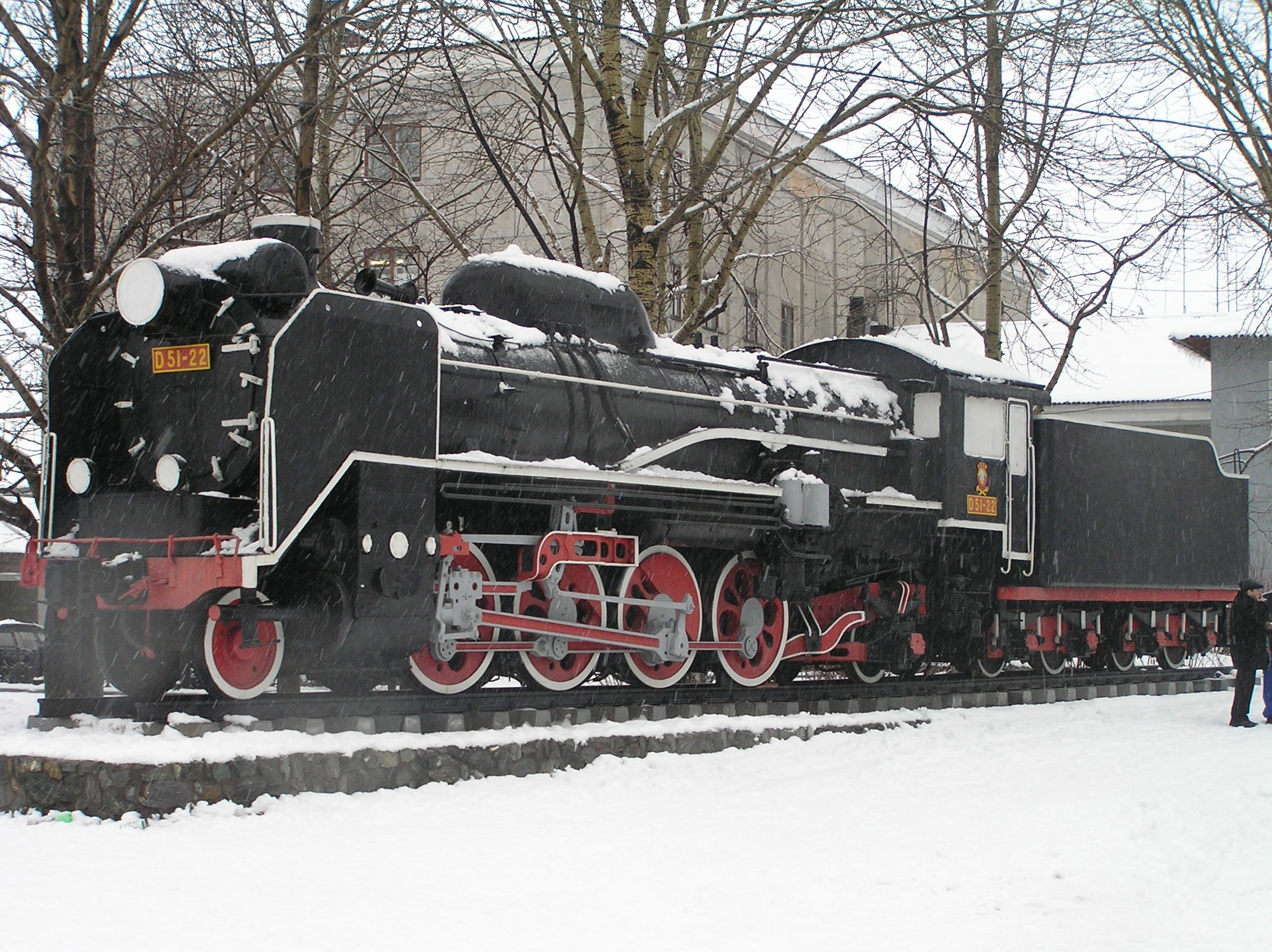
Cette locomotive japonaise à vapeur D51 se trouve aujourd'hui à la gare de Ioujno-Sakhalinsk sur l'île russe de Sakhaline. Elle fut utilisée par les Soviétiques jusqu'en 1979.

L'économie d'avant-guerre de Karafuto était basée sur la pêche, l'exploitation forestière et l'agriculture, ainsi que l'extraction de pétrole et de charbon. En ce qui concernait l'industrie, la fabrication de papier et de charbon de bois était plutôt bien développée. Karafuto souffrit d'un manque de main-d'œuvre pendant la majeure partie de son histoire, et des avantages fiscaux furent prévus pour encourager l'immigration. Durant la Seconde Guerre mondiale, beaucoup de Coréens furent également installés de force sur Karafuto.
Un important réseau ferroviaire fut construit pour les besoins de l'extraction minière. La société des chemins de fer de Karafuto (樺太鉄道局, Karafuto Tetsudōkyoku) gérait 682,6 km de voie sur 4 lignes principales, plus 58,2 km sur des lignes annexes.

## Administration
Karafuto fut administré à partir du gouvernement central à Tokyo par le département de la colonisation du ministère des Affaires intérieures. Le département de la colonisation devint le ministère des Affaires coloniales (拓務省, Takumushō) en 1923 au moment où Karafuto fut officiellement désigné comme territoire d'outre-mer de l'empire du Japon.
Lorsque le ministère des Affaires coloniales fut absorbé par le ministère de la Grande Asie de l'Est en 1942, l'administration de Karafuto fut séparé et la préfecture devint partie intégrante du territoire japonais.

### Liste des gouverneurs de Karafuto
| Nom                          | De               | À                |
| ---------------------------- | ---------------- | ---------------- |
| Kiichirō Kumagai             | 28 juillet 1905  | 31 mars 1907     |
| Kusunose Yukihiko            | 1er avril 1907   | 24 avril 1908    |
| Tokonami Takejirō            | 24 avril 1908    | 12 juin 1908     |
| Sadatarō Hiraoka             | 12 juin 1908     | 5 juin 1914      |
| Bunji Okada                  | 5 juin 1914      | 9 octobre 1916   |
| Akira Masaya                 | 13 octobre 1916  | 17 avril 1919    |
| Kinjirō Nagai                | 17 avril 1919    | 11 avril 1924    |
| Akira Masaya (Second mandat) | 11 juin 1924     | 5 août 1926      |
| Katsuzō Toyota               | 5 août 1926      | 27 juillet 1927  |
| Kōji Kita                    | 27 juillet 1927  | 9 juillet 1929   |
| Shinobu Agata                | 9 juillet 1929   | 17 décembre 1931 |
| Masao Kishimoto              | 17 décembre 1931 | 5 juillet 1932   |
| Takeshi Imamura              | 5 juillet 1932   | 7 mai 1938       |
| Munei Toshikazu              | 7 mai 1938       | 9 avril 1940     |
| Masayoshi Ogawa              | 9 avril 1940     | 1er juillet 1943 |
| Toshio Ōtsu                  | 1er juillet 1943 | 11 novembre 1947 |

## Principales villes

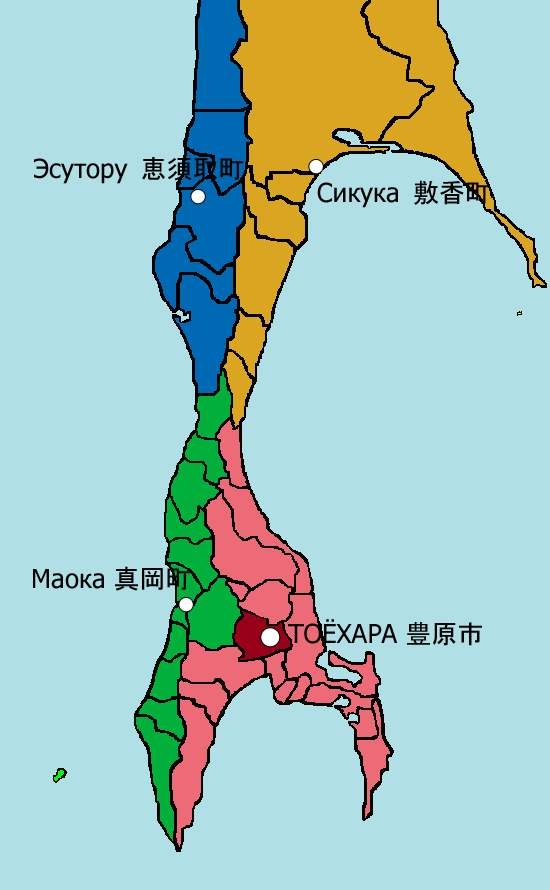
La préfecture de Karafuto divisée en 4 sous-préfectures,,, et.

En 1945, la préfecture de Karafuto était divisée en quatre sous-préfectures divisée en 11 districts eux-mêmes divisés en 41 municipalités (1 ville, 13 bourgs et 27 villages).
La plus grande ville était Toyohara. Les autres villes importantes étaient Esutoru au nord et Maoka à l'ouest.
La liste ci-dessous sont les villes et bourgs de la préfecture. Les noms en italique sont les noms russes.
Sous-préfecture d'Esutoru (恵須取支庁)
- Bourgs
  - Chinnai (珍内町, Krasnogorsk)
  - Esutoru (恵須取町, Ouglegorsk)
  - Nayoshi (名好町, Lesogorsk)
  - Tōro (塔路町, Shakhtyorsk)

Sous-préfecture de Maoka (真岡支庁)
- Bourgs
  - Honto (本斗町, Nevelsk)
  - Maoka (真岡町, Kholmsk)
  - Naihoro (内幌町, Gornozavodsk)
  - Noda (野田町, Chekhovo)
  - Tomarioru (泊居町, Tomari)

Sous-préfecture de Shikuka (敷香支庁)
- Bourgs
  - Shirutoru (知取町, Makarov)
  - Shikuka (敷香町, Poronaïsk)

Sous-préfecture de Toyohara (豊原支庁)
- Ville
  - Toyohara (豊原市, Ioujno-Sakhalinsk)
- Bourgs
  - Ochiai (落合町, Dolinsk)
  - Ōtomari (大泊町, Korsakov)
  - Rūtaka (留多加町, Aniva)

## Dénomination
Le nom japonais Karafuto (樺太) vient de l'Aïnou Kamuy Kar Put Ya Mosir (カムイ・カラ・プト・ヤ・モシリ), qui signifie "l'île qu'un dieu créa sur l'estuaire (du fleuve Amour)". Elle fut autrefois connue sous le nom de Kita Ezo (北蝦夷), ce qui signifie "Nord-Ezo" (Ezo est l'ancien nom d'Hokkaido). Lorsque les Japonais administraient la préfecture, Karafuto désignait seulement le sud de Sakhaline. Pour plus de commodité, la partie nord fut parfois appelée Sagaren (薩哈嗹).
En russe, l'île entière s'appelait Sakhalin (Сахалин) ou Saghalien. Ces mots venaient du mandchou Sahaliyan Ula Angga Hada qui signifiait "sommet de l'embouchure du fleuve Amour". La partie sud était simplement appelée Yuzhny Sakhalin (Южный Сахалин, "Sakhaline du Sud").
En coréen, le nom est Sahallin (사할린) mais Hwataedo (화태도, 樺太島) était le nom utilisé pendant l'occupation japonaise de la Corée.

## Expansion prévue
Comme le Japon étendait peu à peu son influence sur l'Asie de l'Est et le Pacifique avec la création de la sphère de coprospérité de la grande Asie orientale, l'armée impériale japonaise dans ses plans pour attaquer l'Union soviétique abandonnés par l'engagement du Japon dans la guerre du Pacifique ou à la suite de l'invasion allemande de l'URSS, proposait d'annexer la partie nord de l'île de Sakhaline au Japon.

## Personnalités nées dans la préfecture de Karafuto

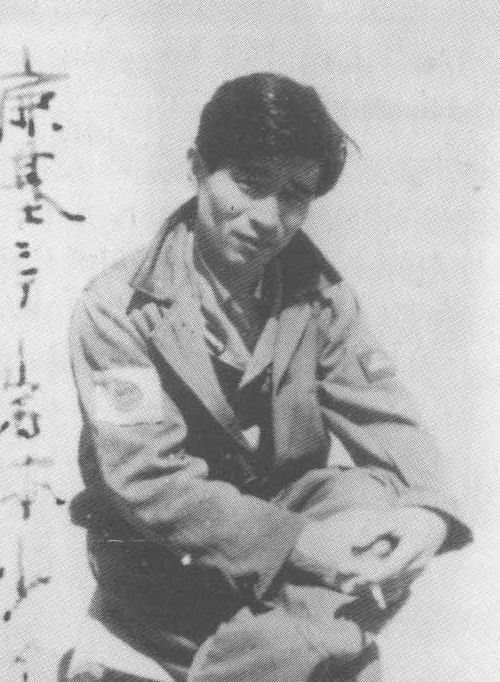
Tetsuzō Iwamoto (1916-1955)
- Naoki Ishikawa (1942-2008)

- Tetsuzō Iwamoto (1916-1955)